# 捍衛雅各 (迷你劇)
《捍衛雅各》（英語：Defending Jacob）是一部美國犯罪劇情類網路迷你劇集，根據威廉·藍迪的同名小說改編。劇集由馬克·邦貝開創，摩頓·帝敦執導，克里斯·伊凡領銜主演，蘋果公司的全球影片節目部門製作，於2020年4月24日在蘋果公司的線上串流媒體平台Apple TV+首播。

## 概要
全劇利用非線性敘事回憶手法呈現，講述地方檢察官安迪·巴博全力偵辦調查一起少年凶殺案，发现自己的儿子遭指控為謀殺同學的嫌疑人，而其中一項關鍵證據將他的14歲兒子雅各送上被告席。

## 演員與角色
- 克里斯·伊凡 飾演 安迪·巴博（Andy Barber）

- 蜜雪兒·道克利 飾演 蘿莉·巴博（Laurie Barber）

- 傑登·里柏赫 飾演 雅各·巴博（Jacob Barber）

- 切利·瓊斯 飾演 喬安娜·克萊因（Joanna Klein）

- 帕布羅·薛伯 飾演 尼爾·羅伊德（Neal Logiudice）

- 貝蒂·加百列 飾演 保拉·達菲（Paula Duffy）

- 沙基納·賈弗里 飾演 林恩·卡納萬（Lynn Canavan）

- 丹尼爾·亨舍爾（英语：Daniel Henshall） 飾演 倫納德·帕茨（Leonard Patz）

- 威廉·澤法爾茨（William Xifaras） 飾演 奧萊利（O'Leary）

## 集數
| 集數 | 標題 | 譯名         | 導演      | 編劇      | 上線日期      |
| ---- | ---- | ------------ | --------- | --------- | ------------- |
| 1    |      | 首播集       | 摩頓·帝敦 | 馬克·邦貝 | 2020年4月24日 |
| 2    |      | 什麼事都沒有 | 摩頓·帝敦 | 馬克·邦貝 | 2020年4月24日 |
| 3    |      | 撲克臉       | 摩頓·帝敦 | 馬克·邦貝 | 2020年4月24日 |
| 4    |      | 損害管控     | 摩頓·帝敦 | 馬克·邦貝 | 2020年4月30日 |
| 5    |      | 訪客         | 摩頓·帝敦 | 馬克·邦貝 | 2020年5月8日  |
| 6    |      | 一廂情願     | 摩頓·帝敦 | 馬克·邦貝 | 2020年5月15日 |
| 7    |      | 工作         | 摩頓·帝敦 | 馬克·邦貝 | 2020年5月22日 |
| 8    |      | 在那之後     | 摩頓·帝敦 | 馬克·邦貝 | 2020年5月29日 |

## 製作

### 開發
2018年9月20日，蘋果公司宣佈直接預訂迷你劇《捍衛雅各》，改編自威廉·藍迪2012年出版的小說《捍衛雅各》。劇集由馬克·邦貝開創，他同時執筆劇本，並與克里斯·伊凡、摩頓·帝敦、蘿莎莉·賽維德林（Rosalie Swedlin）以及亞當·舒爾曼擔當執行製片人。摩頓·帝敦將執導劇集。由派拉蒙電視和匿名內容製作公司開發製作。

### 選角
隨著劇集宣佈確定將開發製作，克里斯·伊凡確認領銜出演。2019年3月，蜜雪兒·道克利和傑登·里柏赫確認出演主要角色。4月，切利·瓊斯、帕布羅·薛伯、貝蒂·加百列和沙基納·賈弗里加入劇組。

### 拍攝
2019年4月，劇集在小說中故事的發生地麻薩諸塞州的牛頓開機拍攝。此外劇組還在貝爾蒙取景拍攝。

## 音樂
阿特利·奧爾瓦爾森為劇集作曲，音樂原聲帶數位版於2020年4月24日在iTunes上發行。
| 曲序     | 曲目     | 时长  |
| -------- | -------- | ----- |
| 1.       |          | 2:11  |
| 2.       |          | 4:24  |
| 3.       |          | 6:19  |
| 4.       |          | 2:11  |
| 5.       |          | 2:55  |
| 6.       |          | 3:38  |
| 7.       |          | 2:36  |
| 8.       |          | 3:22  |
| 9.       |          | 2:52  |
| 10.      |          | 3:04  |
| 11.      |          | 1:51  |
| 12.      |          | 4:20  |
| 13.      |          | 2:32  |
| 总时长： | 总时长： | 42:15 |

## 宣傳與發行
2020年3月25日，蘋果發佈官方預告片，並宣佈劇集將於2020年4月24日首播。

## 資料來源
1. 1 2 3  Andreeva, Nellie. . Deadline Hollywood. 2018-09-20  [2018-09-20]. （原始内容存档于2018-09-20） （美国英语）.
2. ↑  . The Futon Critic.   [March 22, 2020]. （原始内容存档于2020-11-16） （美国英语）.
3. 1 2  Goldberg, Lesley. . The Hollywood Reporter. 2018-09-20  [2018-09-20]. （原始内容存档于2019-06-16） （美国英语）.
4. ↑  Otterson, Joe. . Variety. 2019-03-20  [2019-03-20]. （原始内容存档于2019-03-21） （美国英语）.
5. ↑  Petski, Denise. . Deadline Hollywood. 2019-04-05  [2019-04-05]. （原始内容存档于2020-10-25） （美国英语）.
6. ↑  Fisher, Jenna. . Patch Media. 2019-03-21  [2019-03-21]. （原始内容存档于2020-06-26） （美国英语）.
7. ↑  .   [2020-08-27] （美国英语）.
8. ↑  Lopez, Kristen. . IndieWire. 2020-03-25  [2020-03-26]. （原始内容存档于2020-12-06） （美国英语）.

## 外部連結
- 互联网电影数据库（IMDb）上《捍衛雅各》的资料（英文）